# Recopa Catarinense de 2019
A Recopa Catarinense de 2019 foi a primeira edição deste evento esportivo, um torneio estadual de futebol organizado pela  Federação Catarinense de Futebol (FCF). Foi disputado em partida única entre o Figueirense, vencedor do Campeonato Catarinense e o Brusque, vencedor da Copa Santa Catarina.
Na partida, realizada em 4 de julho, no estádio Orlando Scarpelli, Florianópolis, o Figueirense saiu vitorioso pelo placar mínimo, com gol de Rafael Marques e conquistou o título da primeira edição do torneio.

## Antecedentes
Em 13 de janeiro de 2018, a Chapecoense, detentora do título estadual da temporada anterior enfrentou, em um amistoso, o vencedor da Copa Santa Catarina, o Tubarão. Mais tarde, em 14 de setembro, a FCF oficializou, nos mesmos moldes, a Recopa Catarinense no calendário estadual. Na ocasião, a entidade planejou realizar o torneio no mês de janeiro, mas a Copa América de 2019 inviabilizou a realização da partida naquele mês.

## Partida

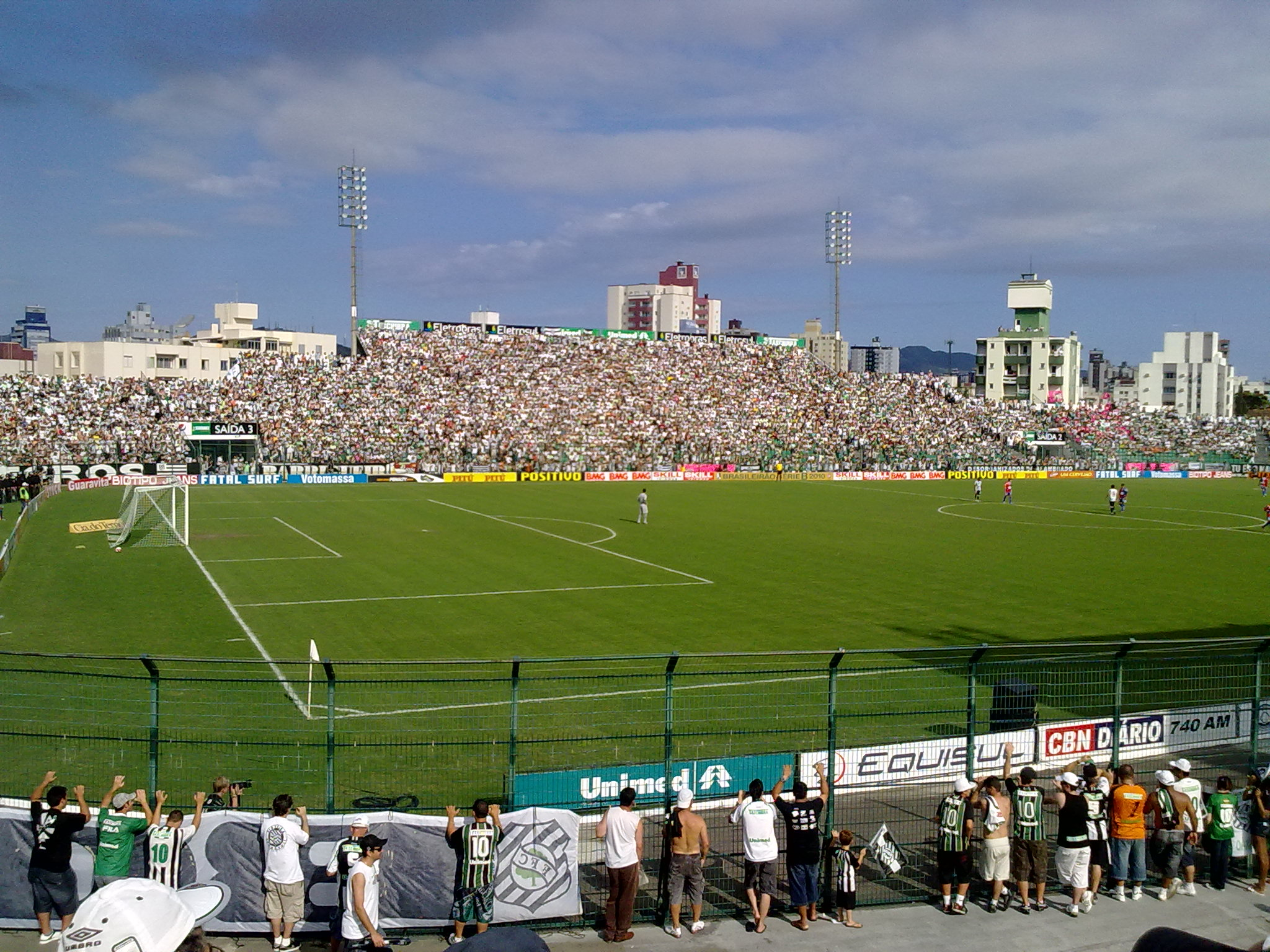
Estádio Orlando Scarpelli, estádio sede da primeira edição da Recopa Catarinense.

A partida foi realizada às 19 horas, 4 de julho, no estádio Orlando Scarpelli, em Florianópolis. O público presente foi de 2078 pessoas, das quais a maior parte eram torcedores do Figueirense. Os ingressos foram vendidos por cinco reais condicionado a uma doação de agasalho ou similar feita diretamente no estádio. Esta foi mais uma iniciativa do mandante, que arrecadou mais de duas toneladas de alimentos numa ação anterior.  Já o quarteto de arbitragem foi composto por Fernando Henrique de Medeiros Miranda, auxiliado pelos assistentes Johnny Barros de Oliveira e Bruno Muller. Dione Rodrigues da Rosa atuou como quarto árbitro.
A partida começou com o Brusque conquistando um escanteio, mas o Figueirense foi responsável pela primeira chance de gol através do meio-campista Fellipe Mateus. Os visitantes conseguiram responder três minutos depois, com uma finalização de Thiago Henrique defendida por Denis. Mais tarde, Thiago Henrique driblou o adversário e finalizou sem êxito. Por fim, Thiago Alagoano arrematou de longa distância e Denis novamente impediu o tento do visitante. Após os 20 primeiro minutos, as equipes começaram a valorizar a posse de bola. Aos trinte minutos, o arremate de Thiago Alagoano passou perto da trave do Figueirense. Os mandantes responderam na cabeçada de Alemão, defendida por Zé Carlos. No término do primeiro tempo, o atacante Jefferson Renan reclamou de um suposto pênalti sofrido e foi advertido com o cartão amarelo.
O Figueirense começou o segundo tempo com mais ímpeto ofensivo e ficou próximo do gol por três ocasiões, mas nenhuma das finalizações acertaram o gol adversário. O primeiro gol foi marcado aos dezessete minutos, com Rafael Marques complementando o passe de Willian Popp. O placar não foi igualado poucos minutos depois por causa de Denis, que interferiu no chute de Jefferson Renan. O Figueirense, por sua vez, quase ampliou aos trinta minutos. O jogo terminou com a vitória mínima dos mandantes.

### Detalhes
| 4 de julho | Figueirense        | 1 – 0                     | Brusque | Estádio Orlando Scarpelli, Florianópolis                                           |
| 19:00      | Rafael Marques 63' | Súmula Boletim financeiro |         | Público: 2 078 Renda: R$: 16.375,00 Árbitro: Fernando Henrique de Medeiros Miranda |

| Figueirense | Brusque |

| G              | 1  | Denis            |     |     |
| LD             | 33 | Victor Guilherme | 75' |     |
| Z              | 3  | Ruan             |     |     |
| Z              | 4  | Alemão           |     |     |
| LE             | 16 | Matheus Destro   |     | 79' |
| V              | 5  | Zé Antônio       |     |     |
| V              | 8  | Betinho          |     | 73' |
| M              | 7  | Tony             |     |     |
| M              | 12 | Fellipe Mateus   |     | 67' |
| A              | 9  | Rafael Marques   |     | 67' |
| A              | 30 | Willian Popp     |     | 73' |
| Suplentes:     |    |                  |     |     |
| G              | 38 | Matheus Vidotto  |     |     |
| V              | 14 | Júlio Rusch      |     | 79' |
| V              | 18 | Jean Martim      |     |     |
| V              | 20 | Kauê             |     |     |
| V              | 23 | Patrick          |     | 73' |
| Z              | 31 | Matheus Pereira  |     |     |
| M              | 17 | Juninho          |     | 67' |
| M              | 21 | Andrigo          |     | 73' |
| A              | 13 | João Diogo       |     | 67' |
| Treinador:     |    |                  |     |     |
| Hemerson Maria |    |                  |     |     |

| G             | 1  | Zé Carlos       |     |     |
| LD            | 2  | Edílson         |     |     |
| Z             | 3  | Ianson          |     |     |
| Z             | 4  | Magrão          |     |     |
| LE            | 6  | Airton          |     |     |
| V             | 5  | Gama            |     | 69' |
| M             | 8  | Thiago Alagoano |     |     |
| M             | 10 | Romarinho       |     |     |
| A             | 7  | Thiago Henrique |     | 69' |
| A             | 9  | Júnior Pirambu  |     | 79' |
| A             | 11 | Jefferson Renan | 42' |     |
| Suplentes:    |    |                 |     |     |
| G             | 12 | Dida            |     |     |
| Z             | 13 | Neguette        |     |     |
| Z             | 14 | Clayton         |     |     |
| M             | 15 | Rodney          |     |     |
| M             | 16 | Zé Mateus       |     | 69' |
| A             | 17 | Leilson         |     | 69' |
| A             | 18 | Vinícius        |     | 79' |
| A             | 19 | Fio             |     |     |
| Treinador:    |    |                 |     |     |
| Waguinho Dias |    |                 |     |     |

| Árbitros assistentes Johnny Barros de Oliveira Bruno Muller Quarto Árbitro Dione Rodrigues da Rosa | Regras da partida - 90 minutos de tempo regulamentar - Disputa por pênaltis, se empate persistir - Máximo de 5 substituições |

## Repercussão
O título do Figueirense foi mencionado como uma marca da hegemonia do clube no cenário estadual. O contribuinte do portal NSC Total, João Lucas Cardoso, escreveu que a competição protagonizou o embate entre maior vencedor Catarinense, o Figueirense, e o maior vencedor da Copa SC, o Brusque.